# Martin Krugman
Martin Krugman (1919 – 1979) è stato un criminale statunitense di origine ebraica associato della Famiglia Lucchese, proprietario di un negozio di parrucche e barbiere per uomini nel Queens.
Collaboratore della banda di Jimmy Burke, fu tra gli ideatori del colpo alla Lufthansa, che fruttò ai partecipanti un bottino di oltre cinque milioni di dollari; secondo Henry Hill, complice di Burke e successivamente testimone per l'FBI, Krugman fu ucciso da Burke e Angelo Sepe a causa della sua insistenza nel chiedere la propria parte del bottino.

## Biografia

### Origini e rapporti con la mafia
Martin Krugman era di origini russo-ebraiche e possedeva due saloni di parrucchieri e negozi di parrucche di nome "For Men Only" nel Queens, noti in tutta la città per la qualità dei suoi parrucchini per uomini. Tuttavia, dietro la facciata di rispettabile uomo d'affari, la sua occupazione era quella di allibratore e attraverso questo suo secondo lavoro entrò in contatto con l'ambiente della malavita newyorkese, diventando un associato della potente Famiglia Lucchese. Suo principale referente in quel mondo era Jimmy Burke, associato e stretto collaboratore del caporegime Paul Vario, e collaborò spesso con la banda di questi, della quale facevano parte anche Henry Hill e Tommy De Simone.

### Il colpo alla Lufthansa e la morte
Krugman fu colui che passò la soffiata sul colpo alla Lufthansa a Jimmy Burke attraverso Henry Hill: due lavoratori dell'aeroporto JFK, Louis Werner e Peter Gruenwald, avevano contratto con lui un pesante debito di oltre 20.000$ (equivalente a circa 97.000$ attuali) e in cambio rivelarono all'allibratore della possibilità della rapina ai depositi della Lufthansa, dai quali in passato avevano già rubato svariate migliaia di dollari facendola franca.
La rapina ebbe successo, fruttando ai partecipanti quasi sei milioni di dollari (equivalenti a quasi 28 milioni di dollari attuali), tuttavia Burke distribuì ai suoi complici l'equivalente di appena due milioni di dollari. Krugman cominciò a diventare nervoso e prese ad insistere con Burke affinché gli fossero consegnati 500.000$ come sua parte, arrivando a minacciare il malavitoso. Henry Hill successivamente, nelle testimonianze rese in qualità di collaboratore di giustizia, affermò che fu questa sua insistenza a segnare la condanna a morte di Krugman.
Burke infatti era diventato paranoico e, temendo le indagini dell'FBI, aveva cominciato ad eliminare i complici nel timore che potessero collegarlo alla rapina: il primo a farne le spese, appena una settimana dopo il colpo fu Parnell Steven "Starks" Evans, il quale aveva ricoperto il ruolo di autista ma aveva dimenticato di disfarsi del furgone utilizzato nella rapina e che successivamente era stato ritrovato dai federali a poca distanza da casa sua; era solo questione di tempo prima che le autorità risalissero a lui, così Burke incaricò DeSimone e Angelo Sepe di eliminare Starks per evitare che interrogato potesse fare il nome di Burke e degli altri partecipanti alla rapina.
Martin Krugman fu il secondo ad essere eliminato: dopo l'ennesima scenata e richiesta di denaro, Burke si convinse che Krugman avrebbe potuto diventare un informatore dell'FBI e dunque decise di liquidarlo. Secondo la testimonianza di Henry Hill, Krugman venne ucciso e fatto a pezzi da Burke e Sepe il 6 gennaio 1979, ma il suo corpo non venne mai ritrovato.
Martin Krugman fu dichiarato legalmente morto nel 1986 e la moglie Fran ricevette 135.000$ dalla sua assicurazione sulla vita.

## Adattamenti
A Krugman è ispirato il personaggio di Morrie Kessler, interpretato dall'attore Chuck Low, che compare nel film Goodfellas di Martin Scorsese basato sul libro Wiseguys di Nicholas Pileggi.